# Église Sainte-Libaire de Grand
L'église Sainte-Libaire est une église catholique située à Grand, dans le département des Vosges, en France.

## Localisation
L'église est située sur la commune de Grand. L'église occupe largement le centre d'une place de plan aujourd'hui irrégulier en pente vers l'est, à la convergence de six rues et domine de sa masse trapue le bâti environnant. Sa tour est une haute et puissante construction visible de toutes les voies d'accès au bourg.

## Architecture
L'édifice était de type basilical. Les fenêtres hautes du vaisseau central ont été murées au XVIIIe siècle, la nef étant alors couverte d'une toiture unique. Dans l'angle Sud-Ouest s'élève la tour-clocher.

## Historique

### Avant l'église: un site gallo-romain
L'église est construite sur un site antique. Longtemps les chercheurs s'étaient accordés à situer un temple d'Apollon, qualifié d'après le Panégyrique de Constantin de « plus beau temple du monde »(« templum toto orbe pulcherrinum »), à l'emplacement de l'église paroissiale, correspondant au point de convergence du réseau hydrogéologique souterrain. Or les prospections géophysiques et les récents carottages géologiques n'ont mis en évidence – contrairement aux hypothèses – aucune substruction, pas la moindre fondation de mur ou de matériaux de maçonnerie, signalant l'existence d'une construction monumentale. 
Toutefois un épais dépôt vaseux puis argileux a été révélé par les recherches, avant de rencontrer le socle rocheux subhorizontal à la profondeur moyenne de cinq mètres, le tout baigné dans près de quatre mètres d'eau. Cette constitution meuble du sous-sol et la hauteur du niveau d'eau aux fréquentes variations hydrostatiques expliquent les raisons de l'instabilité de l'église qui se tient sur ce sol. 
Les voûtes se sont déjà écroulées deux fois, en 1733 et 1769, et le chœur est étayé depuis 1985. Les recherches continuent mais il est prématuré de déterminer la nature de l'aménagement antique, même si la présence d'un temple est exclue.
L'analyse de l'organisation hydraulique s'orienterait vers l'existence d'un plan d'eau, recomblé progressivement par les apports sédimentaires déposés par le réseau souterrain creusé par les Gallo-romains et qui mesurait entre quatre et cinq kilomètres de long. 

### Une église de la fin du Moyen-Âge
La construction s'est déroulée en deux campagnes qui se sont succédé entre la fin du XVe siècle et la première moitié du XVIe siècle. L'unité apparente de l'ensemble, conséquence de la courte durée du chantier, masque en réalité de nombreuses disparités que révèle l'analyse du bâtiment. L'évolution du profil des supports permet de placer la nef et la tour dans la première campagne de construction, alors que le chœur et les chapelles appartiennent à la seconde. Ces dernières, par leur implantation de biais, sont apparentées à l'« École champenoise », illustrée en Lorraine dès le XIIIe siècle par la collégiale Saint-Gengoult de Toul. Cette influence trouve écho dans les trois fleurs de lys sculptées sur la clef de voûte du chœur, témoins de l'appartenance de Grand à la Champagne. 
L'édifice est classé au titre des monuments historiques en 1994.